# Eccoptosage schizoaspis
Eccoptosage schizoaspis är en stekelart som först beskrevs av Cameron 1902.  Eccoptosage schizoaspis ingår i släktet Eccoptosage och familjen brokparasitsteklar.

## Underarter
Arten delas in i följande underarter:
- E. s. immitis
- E. s. major
- E. s. unicolor